# Empirizem
Empirizem (iz latinskega empiricus, grškega ἐμπειρικός, izpeljanka iz ἐμπειρία »izkušnja«) je filozofska šola, ki je nastala v drugi polovici sedemnajstega stoletja v Angliji, po kateri človeško znanje izhaja izključno iz čutov oziroma iz izkušenj. Glavni predstavniki anglosaškega empirizma so bili John Locke, George Berkeley in David Hume: zanikali so, da imajo ljudje prirojene ideje ali da je nekaj mogoče spoznati neodvisno od izkušenj.
Empirizem se je razvil v nasprotju z racionalizmom, filozofskim gibanjem, katerega glavni predstavnik je bil Descartes. Po mnenju racionalistov bi morala filozofija temeljiti na introspekciji in apriornem deduktivnem sklepanju. Po mnenju empiristov pa bi morale naše teorije temeljiti na opazovanju sveta in ne na intuiciji ali veri.
V širšem smislu se danes »empirizem« nanaša na praktičen in eksperimentalen pristop k znanju, ki temelji na raziskavah in a posteriori pristopu, kar ima prednost pred čisto deduktivno logiko. V tem smislu lahko v empiristično gibanje vključimo tudi Rogerja Bacona, Thomasa Hobbesa in Francisa Bacona .

## Uvod
Empiričen je pridevnik, ki se pogosto povezuje z izrazom znanost in se uporablja tako v naravoslovnih kot družboslovnih vedah, kar pomeni uporabo delovnih hipotez, ki jih je mogoče ovreči z opazovanjem ali poskusom (tj. na koncu z izkušnjami).
V drugem smislu je izraz empirični v znanosti lahko sinonim za eksperimentalni. V tem smislu je empirični rezultat eksperimentalno opazovanje. V tem kontekstu se izraz semiempirični uporablja za opis teoretičnih metod, ki uporabljajo tako osnovne aksiome ali postulirane znanstvene zakone kot eksperimentalne rezultate. Takšne metode so v nasprotju s teoretičnimi metodami ab initio, ki so zgolj deduktivne in temeljijo na prvih načelih. Ta terminologija je še posebej pomembna v teoretični kemiji.

### Empirizem in znanost
Empirizem je bil predhodnik logičnega pozitivizma, znanega tudi kot logični empirizem. Empirične metode prevladujejo v znanosti še danes. Postavile so temelje znanstveni metodi, ki je tradicionalno pojmovanje teorije in napredka v znanosti.
Vendar so v zadnjih desetletjih teorije, kot so kvantna mehanika, konstruktivizem in Kuhnova Struktura znanstvenih revolucij, izpodbijale empirizem kot edini način delovanja znanosti. Po drugi strani pa nekateri trdijo, da so teorije, kot je kvantna mehanika, odličen primer robustnosti empirizma: sposobnost odkrivanja celo neintuitivnih znanstvenih zakonov in sposobnost preoblikovanja naših teorij, da se prilagodijo tem zakonom.

## Empirizem v zgodovini
Znotraj historiografije se empirizem nanaša na empiristično historiografijo, šolo dokumentarne interpretacije in zgodovinske teleologije, ki izhaja iz del Leopolda von Rankeja.

### Klasični empirizem
Klasični empirizem se opira predvsem na epistemološko delo Tomaža Akvinskega in Aristotela. Zanju pa je znanje proces, ki izhaja predvsem iz subjekta in iz intuicije univerzalnih oblik.
Teza o Aristotelu kot empiristu-induktivistu se povezuje z mestom, ko pravi: »Dokazovanje se začne z univerzalnimi trditvami, medtem ko indukcija temelji na posebnih trditvah; vendar univerzalnih trditev ni mogoče dojeti drugače kot z indukcijo, saj bodo celo pojmi, pridobljeni z abstrakcijo, znani z indukcijo«. »Zato je nujno, da do spoznanja prvih elementov pridemo z indukcijo«  .
V drugih odlomkih pa je jasneje razvidno, da Aristotel potrjuje prevlado intelektualne intuicije nad občutkom, saj je le intelekt sposoben dojeti bistvo resničnih predmetov: »Kako potem lahko tisti, ki definira, dokaže [...] bistvo? [...] ni mogoče reči, da definiranje nečesa sestoji iz razvijanja indukcije skozi posamezne očitne primere, s katero se ugotavlja, da se mora predmet v svoji celoti obnašati na določen način [...] kdor razvije indukcijo, pravzaprav ne dokazuje, kaj predmet je, ampak pokaže, da je ali da ni. V resnici bistva zagotovo ne bomo dokazali z občutkom, niti ga ne bomo pokazali s prstom [...] poleg tega se zdi, da bistva predmeta ni mogoče spoznati niti z definirajočim izrazom niti z dokazovanjem«  .
In spet, postavljanje intuicije celo nad silogistično demonstracijo: »Vedno resnični lastnini sta znanost in intuicija, in ni nobene vrste znanja, ki bi bilo višje od znanosti, razen intuicije. Glede na to in glede na to, da so načela bolj očitna kot dokazi in da se po drugi strani vsaka znanost predstavlja skupaj z diskurzivnim razumom, v tem primeru načela ne bodo predmet (demonstrativne) znanosti; in ker ne more obstajati nič bolj resničnega kot znanost, razen intuicije, bo intuicija tista, ki bo imela načela za svoj predmet«.
Indukcija, o kateri govori Aristotel (epagoga), torej nima enakega pomena kot pri sodobnih filozofih in sodobni epistemologiji. Za Aristotela je indukcija zgolj pripravljalni korak k intelektualni intuiciji, saj ni logično nujnega prehoda od partikularnega k univerzalnemu. Aristotelova logika je le deduktivna; zanj bi bila "induktivna logika" protislovje v izrazih. Skratka, za Aristotela nam čutna izkušnja sama po sebi ne omogoča, da bi dojeli univerzalno bistvo. To pa ne pomeni, da ni delno prevrednotil eksperimentalno znanje v primerjavi s svojim predhodnikom Platonom.
Tako celo sveti Tomaž, medtem ko ponovno ocenjuje empirično znanje, ostaja zvest aristotelski predpostavki, da nam le intelekt omogoča, da dojamemo prva načela. Dobro je znano, kako je sveti Tomaž zapisal slavni peripatetični aksiom »Nihil est in intellectu quod prius non fuerit in sensu«, kar pomeni »V umu ni ničesar, kar ne bi bilo že v čutih«. Pa vendar je trdil, da »se načela, ki so prirojena razumu, izkažejo za zelo resnična: do te mere, da si sploh ni mogoče misliti, da so napačna«.

### Sodobni empirizem
Sodobni empirizem, znan tudi kot tradicionalni empirizem, se je razvil znotraj anglosaške filozofije. John Locke, George Berkeley in David Hume so bili med filozofi, ki so zavrnili koncept »prirojenih idej«. Prirojene ideje so po mnenju zagovornikov inatizma znanje, ki je objektivno prisotno v našem umu pred kakršno koli čutno izkušnjo. Sodobni empirizem pa trdi, da naša zavest vse znanje pridobi izključno z notranjimi ali zunanjimi občutki.
Anglosaški empiristi so znanje pojmovali kot mehansko-deterministični proces: človeški um je zanje tabula rasa, nekakšen prazen list, ki ga čutni vtisi oblikujejo in se vanj vtisnejo kot v mavec. Indukcija bi zato imela logično-nujno vrednost.

### Radikalni empirizem
Radikalni empiristi verjamejo, da je vse človeško znanje zgolj empirično. William James je bil zagovornik takšne radikalne oblike empirizma.

### Druge oblike
- Naivni empirizem: Naše ideje in teorije morajo biti sposobne prenesti primerjavo z resničnostjo in nanje ne smejo vplivati predsodki.

- Konstruktivni empirizem : V skladu s tem pogledom na znanost, ki ga je izoblikoval Bas C. van Fraassen, bi morali od teorij zahtevati le natančen opis opazovanih delov sveta. Teorije, ki izpolnjujejo te zahteve, veljajo za »empirično ustrezne«. Če se teorija dobro uveljavi, jo je treba »sprejeti«. To pomeni, da teorija velja za empirično natančno, se uporablja za reševanje nadaljnjih problemov in se uporablja za razširitev ali izpopolnitev teorije.

- Empiriokriticizem : empirični pristop k znanstvenemu spoznanju, ki kljub temu priznava njegove meje.

## Kritike

### Kuhnova struktura znanstvenih revolucij
Eden najbolj znanih izzivov empirizmu je knjiga Thomasa Kuhna Struktura znanstvenih revolucij (1962), ki je nadgradila knjigo Norwooda Russella Hansona Vzorci odkritij (1958). V svojem delu Kuhn trdi, da se sprememba teorije dejansko zgodi s premikom paradigme, pri čemer se ponudi nova ideja, ki ne izhaja iz obstoječih teorij, temveč ponuja edinstveno in inovativno rešitev za obstoječe probleme. Znanstvena misel po Kuhnovem mnenju poteka skozi revolucije in ne skozi postopen teoretični razvoj s testiranjem in eksperimentiranjem. Ko se revolucija zgodi, lahko znanstveniki vidijo stvari, ki jih prej v prejšnjem teoretičnem okviru niso mogli videti.
Kuhn je razpravljal tudi o tem, ali je znanstveno eksperimentiranje resnično nepristransko in nevtralno, saj ima eksperimentator teorije in predsodke, ki bi lahko vplivali na izbiro poskusov in načine interpretacije rezultatov.
Nazadnje je Kuhn razpravljal o tem, ali lahko zaupamo zanesljivosti svojih čutov, in omenil znane iluzije, natisnjene v prej omenjeni Hansonovi knjigi.

### Konstruktivizem
Po konstruktivizmu posameznik aktivno konstruira znanje o realnosti in ga ne prejema pasivno iz okolja. Obstaja veliko oblik konstruktivizma, kot sta socialni in kulturni konstruktivizem.

### Kvantna mehanika
Kvantna mehanika odgovarja na vprašanje, ali je mogoče izkušnjo uporabiti za določitev ontološke realnosti. Na primer, interpretacija mnogih svetov, eden od odgovorov na paradoks EPR, trdi, da obstaja več različic vsakega opazovanega objekta v vsakem možnem opazovanem stanju, ki obstajajo v stanju kvantne superpozicije. Če ima vsaka opazovana entiteta znotraj naše realnosti dvojnik v alternativnem stanju, potem naša izkušnja teh entitet ne kaže na nobeno ontološko realnost.